# Maison Griffin (Hamilton)
La maison Griffin (anglais : Griffin House) est une maison construite en 1827 à Hamilton en Ontario au Canada par un colon anglais.

## Histoire
En 1834, elle fut achetée par Enerals Griffin, immigrant noir de la Virginie. Sa famille posséda la maison durant 154 ans. La maison est l'un des rares témoignages de l'architecture vernaculaire du Haut-Canada au début du XIXe siècle. La maison a été désignée bien patrimonial par la ville de Hamilton en 1990. En 2008, elle a été désignée lieu historique national du Canada par la Commission des lieux et des monuments historiques du Canada. Elle abrite aujourd'hui un musée sur le Chemin de fer clandestin.